# 額爾德尼烏拉
額爾德尼烏拉（1971年—），蒙古族，中華人民共和國作家、詩人、持不同政見者。筆名烏那嘎（Unaga）。
出生在內蒙古自治區鄂爾多斯市烏審旗。原為小學教師。1992年2月，試圖經過新疆維吾爾自治區逃到蒙古國，失敗，與同行的兩人被捕，被判處8個月勞動改造。從勞改營中釋放之後開始了寫作生涯，通過詩作、隨筆等作品來訴求南蒙古的解放。1999年發表《監獄外的囚犯們》（Шоронгын гаднах хоригдол），此書的附錄中收錄了歐洲議會指責南蒙古人權狀況決議書的蒙古語版本，因此再次被中國政府逮捕。2003年，在香港天馬出版社出版了隨筆集《詩人不瞑目》（Шүлэгчийн нүд анихгүй）4冊。
2010年12月16日，在其所著的書《獨立前夜》（Тусгаар тогтонолын өмнө）中評論南蒙古獨立問題，以出版違法刊物的嫌疑遭到逮捕。其家人預定在翌日舉行出版紀念會，對其被捕的消息一無所知，其狀況也被中國政府聲稱是國家機密而拒絕透露。2011年1月24日，自呼和浩特市第一拘留所釋放。